# Пармен (апостол від сімдесяти)
Пармен — католицький святий і персонаж Нового Завіту.

## Життєпис
У Біблії є лише одна згадка про Пармена. Коли в ранній церкві в Єрусалимі доводилося піклуватися про знедолених людей, особливо вдів та сиріт, кількість яких більшало , виникли суперечки між юдейськими християнами, які розмовляли арамейською та грецькою мовами. Апостоли боялися, що їм доведеться нехтувати своїми завданнями у навчанні та проповідях, тому зібравши нараду обрали сімох дияконів, чоловіків із доброю репутацією та сповнених духу й мудрості, які також мали піклуватися про вдів грекомовних євреїв-християн, яких до того часу ігнорували (Лука 6:1–6). Крім Пармена до цієї групи входили: Стефан, Пилип, Прохор, Никанор, Тимон, Миколай.
Історик Дорофій стверджує, що Пармен помер лише через кілька років після обрання. Інші стародавні джерела повідомляють, що він загинув як мученик у Македонії при Траяні.

## Вшанування
Католицька церква відзначає пам'ять святого Пармена 23 січня.